# ماشوویتسه
ماشوویتسه (به چکی: Mašovice) یک منطقهٔ مسکونی در جمهوری چک است که در ناحیه زنویمو واقع شده‌است. ماشوویتسه ۱۱٫۱۴ کیلومتر مربع مساحت و ۴۹۰ نفر جمعیت دارد و ۳۶۴ متر بالاتر از سطح دریا واقع شده‌است.